# Machuelo Abajo (Ponce)
Machuelo Abajo es un barrio ubicado en el municipio de Ponce en el estado libre asociado de Puerto Rico. En el Censo de 2010 tenía una población de 11855 habitantes y una densidad poblacional de 2.462,21 personas por km².

## Geografía
Machuelo Abajo se encuentra ubicado en las coordenadas 18°1′32″N 66°35′47″O / 18.02556, -66.59639. Según la Oficina del Censo de los Estados Unidos, Machuelo Abajo tiene una superficie total de 4.81 km², de la cual 4.63 km² corresponden a tierra firme y (3.77%) 0.18 km² es agua.

## Demografía
Según el censo de 2010, había 11855 personas residiendo en Machuelo Abajo. La densidad de población era de 2.462,21 hab./km². De los 11855 habitantes, Machuelo Abajo estaba compuesto por el 83.88% blancos, el 9.69% eran afroamericanos, el 0.67% eran amerindios, el 0.56% eran asiáticos, el 0.07% eran isleños del Pacífico, el 3.28% eran de otras razas y el 1.85% pertenecían a dos o más razas. Del total de la población el 99.19% eran hispanos o latinos de cualquier raza.